# Armée de terre nigériane
 (août 2023).
La mise en forme du texte ne suit pas les recommandations de Wikipédia : il faut le « wikifier ».
Les points d'amélioration suivants sont les cas les plus fréquents :
- Les titres sont pré-formatés par le logiciel. Ils ne sont ni en capitales, ni en gras.
- Le texte ne doit pas être écrit en capitales (les noms de famille non plus), ni en gras, ni en italique, ni en « petit »…
- Le gras n'est utilisé que pour surligner le titre de l'article dans l'introduction, une seule fois.
- L'italique est rarement utilisé : mots en langue étrangère, titres d'œuvres, noms de bateaux, etc.
- Les citations ne sont pas en italique mais en corps de texte normal. Elles sont entourées par des guillemets français : « et ».
- Les listes à puces sont à éviter, des paragraphes rédigés étant largement préférés. Les tableaux sont à réserver à la présentation de données structurées (résultats, etc.).
- Les appels de note de bas de page (petits chiffres en exposant, introduits par l'outil «  Source ») sont à placer entre la fin de phrase et le point final[comme ça].
- Les liens internes (vers d'autres articles de Wikipédia) sont à choisir avec parcimonie. Créez des liens vers des articles approfondissant le sujet. Les termes génériques sans rapport avec le sujet sont à éviter, ainsi que les répétitions de liens vers un même terme.
- Les liens externes sont à placer uniquement dans une section « Liens externes », à la fin de l'article. Ces liens sont à choisir avec parcimonie suivant les règles définies. Si un lien sert de source à l'article, son insertion dans le texte est à faire par les notes de bas de page.
- La présentation des références doit suivre les conventions bibliographiques. Il est recommandé d'utiliser les modèles {{Ouvrage}}, {{Chapitre}}, {{Article}}, {{Lien web}} et/ou {{Bibliographie}}. Le mode d'édition visuel peut mettre en forme automatiquement les références.
- Insérer une infobox (cadre d'informations à droite) n'est pas obligatoire pour parachever la mise en page.

Pour une aide détaillée, merci de consulter Aide:Wikification.
Si vous pensez que ces points ont été résolus, vous pouvez retirer ce bandeau et améliorer la mise en forme d'un autre article.
L'Armée de terre nigériane est la force terrestre des Forces armées nigérianes. Elle est dirigée par le Nigerian Army Council (NAC).

## Structure

### Organisation
- Brigade de la Garde[2]
  - 3e Bataillon de la Garde
  - 26e Bataillon de la Garde

- 3e Division Blindé
  - 243e Bataillon de reconnaissance
  - 21e Brigade blindée
  - 23e Brigade blindée
  - 33e Brigade d'artillerie

- 1e Division Mécanisée
  - 214 Bataillon de reconnaissance
  - 1e Brigade mécanisée
  - 3e Brigade motorisée
  - 31e Brigade d'artillerie

- 2e Division Mécanisée
  - 244 Bataillon de reconnaissance
  - 4e Brigade mécanisée
  - 9e Brigade motorisée
  - 32e Brigade d'artillerie

- 6e Division Amphibie
  - 2e Brigade
  - 16e Brigade
  - 63e Brigade

- 7e Division d'Infanterie
  - 241e Bataillon de reconnaissance
  - 21e Brigade
  - 22e Brigade
  - 23e Brigade

- 81e Division
  - 19e bataillon mécanisé
  - 165e bataillon mécanisé
  - 242 Bataillon de reconnaissance

- 82e Division composite
  - 245e Bataillon de reconnaissance
  - 7e bataillon amphibie
  - 93e bataillon amphibie
  - 146e bataillon amphibie
  - 2e brigade amphibie
  - 13e brigade motorisée
  - 34e brigade d'artillerie

## Équipements
| Nom                                    | Origine                     | Type                               | Quantité            | Photo      | Remarques |
| Camouflage                             | Camouflage                  | Camouflage                         | Camouflage          | Camouflage | Camouflage |
| -------------------------------------- | --------------------------- | ---------------------------------- | ------------------- | ---------- | --- |
| M81 Woodland                           | États-Unis                  | Camouflage                         |                     |            | |
| Desert DPM                             | Royaume-Uni                 | Camouflage                         |                     |            | |
| Desert Camouflage Uniform (DCU)        | États-Unis                  | Camouflage                         |                     |            | |
| Blotch                                 | Nigeria                     | Camouflage                         |                     |            | Le camouflage a été adopté par l'armée de terre nigériane vers 2012-2013. Il doit remplacée le M81 Woodland.            |
| Pistolets                              |                             |                                    |                     |            | |
| Browning Hi-Power                      | Belgique                    | Pistolet semi-automatique          |                     |            | Produit localement sous licence par DICON.                                                                              |
| Walther P5                             | Allemagne                   | Pistolet semi-automatique          |                     |            | |
| Pistolet mitrailleur                   |                             |                                    |                     |            | |
| SA 23                                  | Tchéquie                    | Pistolet mitrailleur               |                     |            | |
| Heckler & Koch MP5                     | Allemagne                   | Pistolet mitrailleur               |                     |            | |
| IWI Uzi                                | Israël                      | Pistolet mitrailleur               |                     |            | |
| Beretta M12                            | Italie                      | Pistolet mitrailleur               |                     |            | |
| Sterling L2A3                          | Royaume-Uni                 | Pistolet mitrailleur               |                     |            | |
| Fusil d'assaut                         |                             |                                    |                     |            | |
| Beryl                                  | Pologne                     | Fusil d'assaut                     |                     |            | Produit localement sous licence par DICON. Servira de fusil d'assaut standard, en remplacement de l'OBJ-006 et du NR-1. |
| M16                                    | États-Unis                  | Fusil d'assaut                     |                     |            | |
| FN FNC                                 | Belgique                    | Fusil d'assaut                     |                     |            | |
| Heckler & Koch G3                      | Allemagne                   | Fusil d'assaut                     |                     |            | |
| SIG SG540                              | Suisse                      | Fusil d'assaut                     |                     |            | |
| OBJ-006                                | Nigeria                     | Fusil d'assaut                     |                     |            | Production sous licence de l'AK-47.                                                                                     |
| NR1                                    | Nigeria                     | Fusil d'assaut                     |                     |            | Production sous licence du FN FAL par DICON.                                                                            |
| Mitrailleuse                           |                             |                                    |                     |            | |
| FN MAG                                 | Belgique                    | Mitrailleuse                       |                     |            | |
| Beretta MG42/59                        | Italie Allemagne            | Mitrailleuse                       |                     |            | |
| Missiles et canons sans recul          |                             |                                    |                     |            | |
| Carl Gustav                            | Suède                       | canon sans recul antichar portatif |                     |            | |
| Chars et véhicule blindés              |                             |                                    |                     |            | |
| VT-4                                   | Chine                       |                                    | 6+                  |            | |
| Vickers Mk 3                           | Royaume-Uni                 |                                    | 172                 |            | |
| T-72AV & T-72M1                        | Union soviétique            |                                    | 10 T-72AV 31 T-72M1 |            | |
| T-55                                   | Union soviétique            |                                    | 100                 |            | |
| FV101 Scorpion                         | Royaume-Uni                 |                                    | 154                 |            | |
| Norinco ST1                            | Chine                       |                                    | 6+                  |            | |
| AML-60                                 | France                      |                                    | 88                  |            | |
| AML-90                                 | France                      |                                    | 40                  |            | |
| EE-9 Cascavel                          | Brésil                      |                                    | 70                  |            | |
| ERC-90F1 Lynx                          | France                      |                                    | 44                  |            | |
| FV721 Fox                              | Royaume-Uni                 |                                    | 50                  |            | |
| FV601 Saladin Mk2                      | Royaume-Uni                 |                                    | 20                  |            | |
| Otokar Cobra                           | Turquie                     | Véhicule blindé de transport       | 204                 |            | |
| Nms 4x4 Yörük                          | Turquie                     | Véhicule blindé de transport       | 0                   |            | Commandés |
| International MaxxPro                  | États-Unis                  | MRAP                               | 7                   |            | [ 24 ] |
| Isotrex Legion                         | États-Unis                  |                                    | 58                  |            | [ 24 ] |
| Isotrex Phatom II                      | États-Unis                  |                                    | 24                  |            | [ 24 ] |
| Proforce Ara-1                         | Nigeria                     |                                    | 8                   |            | [ 24 ] |
| Proforce Ara-2                         | Nigeria                     |                                    | 13                  |            | [ 24 ] |
| Proforce Viper                         | Nigeria                     |                                    |                     |            | [ 24 ] |
| Integrated Convoy Protection. REVA III | Afrique du Sud              |                                    | 23                  |            | [ 24 ] |
| Streit Spartan                         | Émirats arabes unis Ukraine |                                    | 10                  |            | [ 24 ] |
| Streit Cougar                          | Émirats arabes unis Ukraine |                                    | 9                   |            | [ 24 ] |
| BTR-4EN                                | Ukraine                     | véhicule de combat d'infanterie    | 9                   |            | |
| BVP-1                                  | Tchécoslovaquie             | véhicule de combat d'infanterie    | 22                  |            | |